# De Noorman
De Noorman is de enig overgebleven molen van Westkapelle. Tot het bombardement van Westkapelle, tot inundatie van Walcheren, stonden hier nog twee molens, De Roos en de Prins Hendrik.
Deze ronde stellingmolen is een bovenkruier van geel ijsselsteen.  De molen uit 1852 torent met zijn meer dan 23 meter hoog boven het dorp uit. Op de vuurtoren na is dit het hoogste bouwwerk van Westkapelle. 
In deze molen is het Zeeuws Molenmuseum gevestigd.